# Jerry Heil
Iana Oleksandrivna Șemaieva (în ucraineană Я́на Олекса́ндрівна Шема́єва; n. 21 octombrie 1995, Vasîlkiv, Regiunea Kiev, Ucraina), cunoscută profesional ca Jerry Heil (în ucraineană Дже́ррі Гейл), este o cântăreață, compozitoare și YouTuber ucraineană. Ea și-a început cariera muzicală după ce și-a lansat canalul de YouTube în 2012, publicând vloguri și cover-uri muzicale .
Împreună cu Alyona Alyona, a reprezentat Ucraina la Concursul Muzical Eurovision 2024 cu piesa „Teresa & Maria⁠(d)”.

## Discografie

### Albume
| Titlu             | Transliterare / traducere              | Informații adăugătoare                                                               |
| ----------------- | -------------------------------------- | ------------------------------------------------------------------------------------ |
| #Я_ЯНА            | #IA_IANA / #EU_SUNT_IANA               | - Data: 4 octombrie 2019 - Casa de discuri: Best Music - Format: digital, streaming  |
| МАНДАРИНИ І ОЛЕНІ | MANDARÎNÎ I OLENI / MANDARINE ȘI CERBI | - Data: 17 decembrie 2021 - Casa de discuri: Best Music - Format: digital, streaming |
| АРХЕТИПИ          | ARHETÎPÎ / ARHETIPURI                  | - Data: 2 mai 2025 - Casa de discuri: Nova Music - Format: digital, streaming        |

### Albume mini
| Titlu                      | Transliterare / traducere   | Informații adăugătoare                                                                         |
| -------------------------- | --------------------------- | ---------------------------------------------------------------------------------------------- |
| Де мій дім                 | De mii dim / Unde mi-i casa | - Data: 27 octombrie 2017 - Casa de discuri: Vidlik Records - Format: digital, streaming       |
| Особисте                   | Osobîste / Personală        | - Data: 9 aprilie 2021 - Casa de discuri: Vidlik Records - Формат: digital, streaming          |
| Dai Boh (cu alyona alyona) | –                           | - Data: 26 august 2022 - Casa de discuri: Columbia Records / ENKO - Формат: digital, streaming |
| MARIA                      | –                           | - Data: 11 iulie 2024 - Casa de discuri: NOVA MUSIC - Формат: digital, streaming               |

### Single-uri

#### Ca artist principal
| An                                            | Titlu                                                        | Transliterare / traducere                                    | Cea mai bună poziție | Album             |
| An                                            | Titlu                                                        | Transliterare / traducere                                    | UKR                  | Album             |
| --------------------------------------------- | ------------------------------------------------------------ | ------------------------------------------------------------ | -------------------- | ----------------- |
| 2017                                          | Де мій дім                                                   | De mii dim / Unde mi-i casa                                  | —                    | Де мій дім        |
| 2017                                          | Небо                                                         | Nebo / Cerul                                                 | —                    | Де мій дім        |
| 2017                                          | Постіль                                                      | Postil / Culcușul                                            | —                    | Де мій дім        |
| 2017                                          | Надію                                                        | Nadiiu / Nădejde                                             | —                    | Де мій дім        |
| 2019                                          | #ОХРАНА, ОТМЄНА                                              | #OHRANA, OTMENA / #PAZA, ANULARE                             | 5                    | #Я_ЯНА            |
| 2019                                          | #НАТВЕРКАЙ                                                   | #NATVERKAI / #FĂ TWERK                                       | —                    | #Я_ЯНА            |
| 2019                                          | #ВІЛЬНА_КАСА                                                 | #VILNA_KASA / #CASĂ_LIBERĂ                                   | 14                   | #Я_ЯНА            |
| 2019                                          | #БІЛІ_КРОСИ                                                  | #BILI_KROSÎ / #GHETE_ALBE                                    | —                    | #Я_ЯНА            |
| 2019                                          | #КУБІКИ_РУБІКА                                               | #KUBIKÎ_RUBIKA / #CUBURILE_LUI_RUBIK                         | —                    | #Я_ЯНА            |
| 2019                                          | #ПЙАНА_ЖІНКА                                                 | #PIANA_JINKA / #FEMEIA_BEATĂ                                 | —                    | #Я_ЯНА            |
| 2019                                          | #ХОСТЕЛ_МОНСТРІВ                                             | #HOSTEL_MONSTRIV / #HOSTELUL_MONȘTRILOR                      | —                    | #Я_ЯНА            |
| 2019                                          | #ХУБАКАР                                                     | #HUBAKAR                                                     | —                    | #Я_ЯНА            |
| 2019                                          | Вічність                                                     | Vicinist / Veșnicia                                          | —                    | fără album        |
| 2019                                          | #РЕЦЕПТ_САЛАТА_НЄВЄСТА                                       | #REȚEPT_SALATA_NIEVIESTA / #REȚETA_SALATEI_SOȚIA             | —                    | fără album        |
| 2019                                          | #МОЯ_ДИТЯЧА_МРІЯ                                             | #MOIA_DÎTEACEA_MRIIA / #VISUL_MEU_DE_COPIL                   | —                    | fără album        |
| 2020                                          | Vegan                                                        | —                                                            | —                    | fără album        |
| 2020                                          | #Небейбі                                                     | #Nebeibi                                                     | 24                   | fără album        |
| 2020                                          | #Нінадонтстрес                                               | #Ninadontstres                                               | 37                   | fără album        |
| 2020                                          | Провінція                                                    | Provințiia / Provincia                                       | —                    | fără album        |
| 2020                                          | #Chewing                                                     | —                                                            | —                    | fără album        |
| 2020                                          | #Блогер                                                      | #Bloher / #Bloggerul                                         | —                    | fără album        |
| 2020                                          | #Бомба_ракета_пушка_граната                                  | #Bomba_raketa_pușka_hranata / #Bomba_racheta_pușca_grenada   | —                    | fără album        |
| 2021                                          | #КРІНЖ_ВИКРАДАЧРІЗДВА                                        | #KRINJ_VÎKRADACIRIZDVA / #CRINGEUL_LUI_GRINCH                | —                    | fără album        |
| 2021                                          | #АРИФМЕТИКА_КОХАННЯ                                          | ARÎFMETÎKA_KOHANNEA / #ARITMETICA_IUBIRII                    | —                    | fără album        |
| 2021                                          | #ГОЛОЮ                                                       | #HOLOIU / #NUD                                               | —                    | Особисте          |
| 2021                                          | #LULLABY (#КОЛИСКОВА)                                        | #LULLABY (#KOLÎSKOVA) / #LULLABY (#CÂNTEC_DE_LEAGĂN)         | —                    | Особисте          |
| 2021                                          | #ОВЕРДРУЖБА_НЕДОСЕКС                                         | #OVERDRUJBA_NEDOSEKS                                         | —                    | Особисте          |
| 2021                                          | #ДЕВОЧКА_ЛЮБОВЬ                                              | #DEVOCIKA_LIUBOV / #FATA_IUBIREA                             | —                    | Особисте          |
| 2021                                          | #НЕ_ОРИ_МАМ                                                  | #NE_ORÎ_MAM / #NU_STRIGA_MAMA                                | —                    | Особисте          |
| 2021                                          | #ОСОБИСТЕ                                                    | #OSOBÎSTE / #PERSONALĂ                                       | —                    | Особисте          |
| 2021                                          | Плакса (cu Anna Trincer⁠(d)                                   | Plaksa / Plângăcioasa                                        | —                    | fără album        |
| 2021                                          | Apple — Man (din „Apple-Man”)                                | —                                                            | —                    | fără album        |
| 2021                                          | #ЗДН                                                         | #ZDN                                                         | —                    | fără album        |
| 2021                                          | #ВЕГАН                                                       | #VEHAN / #VEGAN                                              | —                    | fără album        |
| 2021                                          | Intro. #СВЯТО_НАБЛИЖАЄТЬСЯ                                   | Intro. #SVEATO_NABLÎJAIETSEA / Intro. #VIN_SĂRBĂTORILE       | —                    | МАНДАРИНИ І ОЛЕНІ |
| 2021                                          | #КРІНЖ                                                       | #KRINJ / #CRINGE                                             | —                    | МАНДАРИНИ І ОЛЕНІ |
| 2021                                          | #ДІД_ВМОРОЗ                                                  | #DID_VMOROZ                                                  | —                    | МАНДАРИНИ І ОЛЕНІ |
| 2021                                          | ТУК ТУК ТУК                                                  | TUK TUK TUK                                                  | —                    | МАНДАРИНИ І ОЛЕНІ |
| 2021                                          | #ВІЧНІСТЬ                                                    | #VICINIST / #VEȘNICIA                                        | —                    | МАНДАРИНИ І ОЛЕНІ |
| 2021                                          | #ОЛЕНІ (cu formația TiK⁠(d)                                   | #OLENI / #CERBII                                             | 167                  | МАНДАРИНИ І ОЛЕНІ |
| 2021                                          | #НЕТВОЯ                                                      | #NETVOIA / #NU_A_TA                                          | —                    | МАНДАРИНИ І ОЛЕНІ |
| 2021                                          | #ЕКСА_В_ГІВЕВЕЙ (cu Anna Trincer)                            | #EKSA_V_HIVEVEI                                              | 54                   | МАНДАРИНИ І ОЛЕНІ |
| 2021                                          | #ОСЬ_ТИ_ІБІСИШСЯ: OUTTRO                                     | #OS_TÎ_IBISÎȘSEA: OUTTRO                                     | —                    | МАНДАРИНИ І ОЛЕНІ |
| 2022                                          | #ПОШТА                                                       | #POȘTA / #POȘTA                                              | 178                  | fără album        |
| 2022                                          | #МОСКАЛЬ_НЕКРАСІВИЙ (cu Verka Serdiucika)                    | #MOSKAL_NEKRASIVÎI / #MOSCOVIT_URÂT                          | 15                   | fără album        |
| 2022                                          | Разом до перемоги (cu Olha Poleakova și Nadia Dorofieieva⁠(d) | Razom do peremohî / Împreună spre victorie                   | —                    | fără album        |
| 2022                                          | В пустій кімнаті (cu YAKTAK⁠(d)                               | V pustii kimnati / În camera goală                           | 63                   | fără album        |
| 2022                                          | #МРІЯ                                                        | #MRIIA / #VISUL                                              | 84                   | fără album        |
| 2022                                          | Кохайтеся Чорнобриві                                         | Kohaitesea Ciornobrîvi / Iubiți-vă, cei cu sprâncenele negre | —                    | fără album        |
| 2022                                          | Nakanaide Ukraina                                            | —                                                            | —                    | fără album        |
| 2022                                          | ДУШЕВНА ПА-ДАМАШНЄМУ (cu Emdivity și Lesea Nikitiuk⁠(d)       | DUȘEVNA PA-DAMAȘNIEMU                                        | —                    | fără album        |
| 2022                                          | Viter viie (cu alyona alyona și Gedz)                        | —                                                            | —                    | Dai Boh           |
| 2022                                          | Dai Boh (cu alyona alyona și Monika Liu⁠(d)                   | —                                                            | 190                  | Dai Boh           |
| 2022                                          | KUPALA (cu alyona alyona și ela.)                            | —                                                            | 14                   | Dai Boh           |
| 2022                                          | Zozulia (cu alyona alyona și Ginger Mane)                    | —                                                            | —                    | Dai Boh           |
| 2022                                          | #НЕСЕСТРИ (cy Mama)                                          | #NESESTRÎ / #NESURORI                                        | —                    | fără album        |
| 2022                                          | #ТАТО                                                        | #TATO / #TATA                                                | —                    | fără album        |
| 2022                                          | КОЗАЦЬКОМУ_РОДУ                                              | #KOZAȚKOMU_RODU / #DIN_GINTA_CĂZĂCEASCĂ                      | 88                   | fără album        |
| 2022                                          | Posmakuj (cu alyona alyona și Trill Pem)                     | —                                                            | —                    | fără album        |
| 2022                                          | When God Shut the Door                                       | —                                                            | —                    | fără album        |
| 2022                                          | Екзамен (cu alyona alyona)                                   | Ekzamen / Examenul                                           | —                    | fără album        |
| 2023                                          | BRONIA (cu Ochman⁠(d)                                         | —                                                            | —                    | fără album        |
| 2023                                          | На небі ні зорі                                              | Na nebi ni zori / Pe cer nicio stea                          | —                    | fără album        |
| 2023                                          | Стіни (cu Kalush⁠(d)                                          | Stinî / Pereții                                              | —                    | fără album        |
| 2023                                          | БЛАГОСЛОВЕННА ЗЕМЛЯ                                          | BLAHOSLOVENNA ZEMLEA / PĂMÂNTUL BINECUVÂNTAT                 | —                    | fără album        |
| 2023                                          | BRACIA (cu Przyłu)                                           | —                                                            | —                    | fără album        |
| 2023                                          | Call me freedom                                              | —                                                            | —                    | fără album        |
| 2023                                          | ТРИ ПОЛОСИ                                                   | TRÎ POLOSÎ / TREI BENZI                                      | 54                   | fără album        |
| 2023                                          | Щедра ніч (cu alyona alyona și Kola⁠(d)                       | Șcedra nici / Noaptea de ajun                                | 91                   | fără album        |
| 2023                                          | МАЛАНКА                                                      | MALANKA                                                      | —                    | fără album        |
| 2024                                          | ПОДОЛЯНОЧКА (GET UP) (cu alyona alyona)                      | PODOLEANOCIKA (GET UP)                                       | —                    | fără album        |
| 2024                                          | Teresa & Maria⁠(d) (cu alyona alyona)                         | —                                                            | 2                    | MARIA             |
| 2024                                          | INTRO                                                        | —                                                            | —                    | MARIA             |
| 2024                                          | AVE MARIA                                                    | —                                                            | —                    | MARIA             |
| 2024                                          | VIRGIN MARIA                                                 | —                                                            | —                    | MARIA             |
| 2024                                          | ГУБИ У ГУБАХ (cu Volodîmîr Dantes⁠(d)                         | HUBÎ U HUBAH / BUZE PE BUZE                                  | 19                   | fără album        |
| 2024                                          | #AllEyesOnKids                                               | —                                                            | —                    | fără album        |
| 2024                                          | WABI-SABI (cu Iulia Sanina)                                  | —                                                            | —                    | fără album        |
| 2024                                          | СНІГ                                                         | SNIH / ZĂPADA                                                | —                    | АРХЕТИПИ          |
| 2025                                          | РОЗЧИНЯЮСЬ (cu Ievhen Hmara⁠(d)                               | ROZCIÎNEAIUS / MĂ EVAPOREZ                                   | —                    | АРХЕТИПИ          |
| 2025                                          | ВИМОЛИВ (cu Ievhen Hmara și MONATIK⁠(d)                       | VÎMOLÎV / AM IMPLORAT                                        | —                    | АРХЕТИПИ          |
| 2025                                          | З якого ти поверху неба? (cu YarmaK)                         | Z iakoho tî poverhu neba? / De la ce etaj al cerului ești?   | —                    | АРХЕТИПИ          |
| 2025                                          | ANIMA MEA (cu Mișa Pravîlnîi)                                | —                                                            | —                    | АРХЕТИПИ          |
| „—” semnifică lipsa single-ului din clasament |                                                              |                                                              |                      |                   |

#### Ca artist invitat
| An   | Titlu                                                             | Transliterare / traducere                          | Cea mai bună poziție | Album      |
| An   | Titlu                                                             | Transliterare / traducere                          | UKR                  | Album      |
| ---- | ----------------------------------------------------------------- | -------------------------------------------------- | -------------------- | ---------- |
| 2016 | Електрична зима (cu ARLETT)                                       | Elektrîcina zîma / Iarna electrică                 | —                    | fără album |
| 2019 | Ми одне (cu Cloudless⁠(d)                                          | Mî odne / Suntem una                               | —                    | Маяк       |
| 2020 | Хо хо хо (cu Morphom⁠(d)                                           | Ho ho ho                                           | —                    | fără album |
| 2021 | Хвилi (cu Kalush)                                                 | Hvîli / Valurile                                   | 80                   | fără album |
| 2022 | Рідні мої (cu alyona alyona)                                      | Ridni moii / Scumpii mei                           | 7                    | fără album |
| 2022 | Чому? (cu alyona alyona)                                          | Ciomu? / De ce?                                    | 54                   | fără album |
| 2023 | Зірка (cu KOZAK SIROMAHA⁠(d) și Gordiy Starukh)                    | Zirka / Steluța                                    | –                    | fără album |
| 2024 | Той день (OE30 Edition) (cu Okean Elzî, YAKTAK, Kola și SHUMEI⁠(d) | Toi den (OE30 Edition) / Ziua aceea (OE30 Edition) | –                    | fără album |

### Cântece scrise pentru alți interpreți
| An   | Titlu                                                                                        | Interpret        | Album  | În colaborare cu   | Note   |
| ---- | -------------------------------------------------------------------------------------------- | ---------------- | ------ | ------------------ | ------ |
| 2019 | «Волосся кольору пшениці» („Volossea koloru pșenîți” – din ucr. „Părul de culoarea grâului”) | Iana Brîlîțka    | ?      | N/A                | [ 12 ] |
| 2019 | «Я не святая» („Ia ne svetaia” – din rus. „Nu sunt sfântă”)                                  | Vera Brejneva    | N/A    | Konstantin Meladze | [ 13 ] |
| 2019 | «Теперь тебе 30» („Teper tebe 30” – din rus. „Acum ai împlinit 30 de ani”)                   | Volodîmîr Dantes | ?      | Volodîmîr Dantes   | [ 14 ] |
| 2019 | «Богиня» („Bohînea” – din ucr. „Zeița”)                                                      | Zlata Ognevici   | Богиня | N/A                | [ 15 ] |
| 2020 | «Более или менее» („Bolee ili menee” – din rus. „Mai mult sau mai puțin”)                    | Volodîmîr Dantes | ?      | Volodîmîr Dantes   | [ 14 ] |
| 2020 | «Неадекват» („Neadekvat” – din rus. „Neadecvat”)                                             | Vera Brejneva    | V.     | Konstantin Meladze | [ 16 ] |
| 2020 | «Беременяшка» („Beremeneașka” – din rus. „Graviduța”)                                        | Lauta            | ?      | N/A                | [ 17 ] |

## Videoclipuri
| An   | Titlu             | Regizor                       |
| ---- | ----------------- | ----------------------------- |
| 2018 | «Постіль»         | Iurii Dvijon⁠(d)               |
| 2019 | «Вільна каса»     | Dmîtro Manifest Dmîtro Șmurak |
| 2019 | «Моя дитяча мрія» |                               |

## Premii și nominalizări
| An   | Subiect          | Categorie            | Premiu                   | Rezultat     | Note          |
| ---- | ---------------- | -------------------- | ------------------------ | ------------ | ------------- |
| 2019 | «Охрана, отмєна» | Single-ul anului     | Jager Music Awards       | Câștigat     | [ 18 ]        |
| 2019 | Jerry Heil       | Descoperirea Viva!   | Alegerea Viva!           | Câștigat     | [ 19 ]        |
| 2020 | «Охрана, отмєна» | Cel mai bun cântec   | YUNA⁠(d)                  | Nominalizare | [ 20 ]        |
| 2020 | Jerry Heil       | Cel mai bun creator  | YUNA⁠(d)                  | Nominalizare | [ 20 ]        |
| 2020 | Jerry Heil       | Descoperirea anului  | YUNA⁠(d)                  | Câștigat     | [ 20 ]        |
| 2021 | Jerry Heil       | Cel mai bun creator  | YUNA                     | Nominalizare |               |
| 2023 | Jerry Heil       | Public Choice Award  | Music Moves Europe Award | Câștigat     | [ 21 ] [ 22 ] |
| 2024 | Jerry Heil       | Best Artistic Vision | Eurovision Awards        | Câștigat     | [ 23 ]        |